# ماريا سبيراكي
ماريا سبيراكي (اليونانية: Σπυράκη Μαρία؛ ولدت في 11 سبتمبر 1965) هي صحفية وسياسية يونانية وعضو في البرلمان الأوروبي عن حزب الديمقراطية الجديدة اليوناني.

## عن حياتها
ولدت ماريا سبيراكي في لاريسا في عام 1965. ودرست الكيمياء في «جامعة أرسطو في تسالونيكي»، ثم في «مدرسة لندن للصحافة».

## العمل السياسي
في انتخابات «البرلمان الأوروبي» من عام 2014، تم انتخاب سبيراكي كواحدة من خمسة من أعضاء البرلمان الأوروبي على قائمة حزب الديمقراطية الجديدة، كما أنها عضو في اللجنة المعنية بـ«التنمية الإقليمية» وعضو الوفد إلى الجمهورية اليوغوسلافية والاتحاد الأوروبي لمقدونيا سابقا، واللجنة البرلمانية المشتركة.
في 31 ديسمبر 2014، قبل الانتخابات التشريعية اليونانية، تم تعيينها كالمتحدث الرسمي للحزب لفترة وجيزة، وحاليا تشغل وظائفها في البرلمان الأوروبي.